# Holger Bengtsson
Nils Holger Bengtsson, född 30 mars 1911 i Örgryte församling, Göteborg, död där 21 augusti 1973, var en svensk ingenjör.
Efter studentexamen 1929 utexaminerades Bengtsson från Chalmers tekniska institut 1933. Han anställdes vid Helsingborgs stads byggnadskontor 1933, vid Göteborgs vattenledningsverk 1934, vid Byggnads AB Hallström & Nisses i Sundsvall 1935, vid Statens Järnvägars banavdelning 1937 samt blev baningenjör i Kiruna 1945, i Borås 1955 och i Göteborg 1962.
Bengtsson hade svensk fornforskning som hobby och utgav skriften Svetjud – Sveafolket från Kinnekulles Upland (1963) i vilken han anslöt sig till Carl Otto Fasts, Västgötaskolans faders, uppfattning.
Han var riddare av Nordstjärneorden. Bengtsson är begravd på Örgryte nya kyrkogård.